# Художествена гимнастика
Художествената гимнастика е олимпийски спорт, предимно за жени, при който, под съпровод на музика, се изпълняват сложни гимнастически упражнения.
Тя е комбинация от балет, гимнастика, театрални танци и игра с уреди. Петте уреда, които се използват, са бухалки, топка, лента, въже и обръч. В миналото музикалният съпровод е само от един инструмент, обикновено пиано, но например Адриана Дунавска включва като съпровод тъпан (1988 Олимпиада в Сеул). Днес се използва запис на оркестрова музика. Има индивидуални и ансамблови изпълнения.
Първите състезания по художествена гимнастика са в СССР през 1940 година. Първото световно първенство е през 1963 година в Будапеща. Решението за включването на спорта в програмата на Олимпийските игри е от 1980 година и първите Олимпийски игри, в които е включен, са тези в Лос Анджелис през 1984 година. Груповите изпълнения са включени през 1996 година.
Първата българска световна шампионка е Мария Гигова. През 1980-те години, под ръководството на Нешка Робева, българките напълно доминират този спорт.
Макар че това е предимно женски спорт, в някои страни (например Япония) започва да се практикува и от мъже.